# Le Freak
Le Freak ist ein Song der amerikanischen Band Chic aus dem Jahr 1978. In dem Lied werden englische und französische Textzeilen gemischt und es entstand ein für die damalige Zeit typischer Disco-Sound. Das Stück wurde ein internationaler Tophit.

## Entstehung
Am 30. Dezember 1977 erhielten die beiden Musiker Bernard Edwards und Nile Rodgers einen Anruf von Sängerin Grace Jones, die die beiden fragte, ob sie sie bei der Silvesterparty im Studio 54 in New York treffen wolle, wo Jones auftrat. Als die beiden an der Backstage-Tür des Clubs eintrafen, glaubte ihnen der Türsteher nicht und wies die beiden mit den Worten Fuck off ab.
Verärgert kehrten sie in Rodgers Appartement zurück, das sich ganz in der Nähe des Studio 54 befand. Sie reagierten ihren Frust bei einer spontanen Jamsession ab, wobei sie auf ein improvisiertes Riff “Fuck off – Fuck Studio 54” sangen. Da ihnen der Sound und die Melodie sofort gefielen, änderten sie den Text ab und machten daraus “Ah, freak out – Le freak, c’est chic”. Im Liedtext befindet sich auch noch die Zeile “just come on down to 54, find a spot out on the floor” als Hinweis auf die Entstehungsgeschichte.
Die Single erschien am 21. September 1978.

## Rezeption
Der Song erreichte unter anderem in den Vereinigten Staaten, Australien, Kanada und Neuseeland Platz eins der Charts. In Deutschland kam das Stück auf Platz fünf und hielt sich vier Wochen in der Hitparade. Le Freak verkaufte sich weltweit sieben Millionen Mal.

### Chartplatzierungen
| ChartsChartplatzierungen       | Höchstplatzierung | Wochen |
| ------------------------------ | ----------------- | ------ |
| Deutschland (GfK)              | 5 (22 Wo.)        | 22     |
| Österreich (Ö3)                | 6 (16 Wo.)        | 16     |
| Schweiz (IFPI)                 | 2 (14 Wo.)        | 14     |
| Vereinigte Staaten (Billboard) | 1 (25 Wo.)        | 25     |
| Vereinigtes Königreich (OCC)   | 7 (17 Wo.)        | 17     |

| ChartsJahrescharts (1979)      | Platzierung |
| ------------------------------ | ----------- |
| Deutschland (GfK)              | 25          |
| Schweiz (IFPI)                 | 17          |
| Vereinigte Staaten (Billboard) | 3           |

### Auszeichnungen für Musikverkäufe
| Land/Region                  | Auszeichnungen für Musikverkäufe (Land/Region, Auszeichnung, Verkäufe) | Verkäufe  |
| ---------------------------- | ---------------------------------------------------------------------- | --------- |
| Frankreich (SNEP)            | Gold                                                                   | 500.000   |
| Italien (FIMI)               | Gold                                                                   | 50.000    |
| Kanada (MC)                  | 2× Platin                                                              | 300.000   |
| Neuseeland (RMNZ)            | Platin                                                                 | 20.000    |
| Vereinigte Staaten (RIAA)    | 5× Platin                                                              | 5.000.000 |
| Vereinigtes Königreich (BPI) | Platin                                                                 | 600.000   |
| Insgesamt                    | 2× Gold · 9× Platin ·                                                  | 7.470.000 |